# Bistorta manshuriensis
Bistorta manshuriensis är en slideväxtart som beskrevs av Komarov. Bistorta manshuriensis ingår i släktet ormrötter, och familjen slideväxter. Inga underarter finns listade i Catalogue of Life.